# Necremnus alticola
Necremnus alticola är en stekelart som beskrevs av Graham 1986. Necremnus alticola ingår i släktet Necremnus och familjen finglanssteklar.
Artens utbredningsområde är Madeira. Inga underarter finns listade i Catalogue of Life.